# يفغيني كرينوف
يفغيني ليونيدوفيتش كرينوف (بالروسية: Евгений Леонидович Кринов) (3 مارس 1906 - 2 يناير 1984)، عالم فلك وجيولوجي سوفيتي روسي، وُلد في قرية أوتياسي في منطقة مورشان في محافظة تامبوف بالإمبراطورية الروسية. كان كرينوف باحثًا مشهورًا في مجال النيازك؛ وقد سُمّي المعدن كرينوفيت الذي اكتُشف في عام 1966 على اسمه.

## المسيرة المهنية
عمل كرينوف من عام 1926 حتى 1930 في قسم النيازك في متحف المعادن التابع لأكاديمية العلوم السوفيتية. خلال هذه الفترة، أجرى أبحاثًا حول حدث تونغوسكا تحت إشراف ليونيد كوليك [الإنجليزية]. شارك كرينوف في أطول بعثة إلى موقع تونغوسكا في سنوات 1929-1930 كعالم فلك. أصبحت البيانات التي تم جمعها خلال هذه البعثة أساسًا لمؤلفه الذي نشره عام 1949 بعنوان "نيازك تونغوسكا".
في عام 1975، أمر كرينوف بحرق 1500 صورة سلبية من بعثة ليونيد كوليك إلى حدث تونغوسكا في عام 1938، وذلك كجزء من محاولة للتخلص من أفلام النترات الخطرة. تم حفظ النسخ الإيجابية لإجراء دراسات لاحقة في مدينة تومسك الروسية.

## التكريم
تم تسمية الكوكب الصغير 2887 كرينوف، الذي اكتشفه الفلكي السوفيتي نيكولاي تشيرنيخ في عام 1977، على اسمه.